# Clinosperma
Clinosperma – rodzaj roślin z rodziny arekowatych. Obejmuje cztery gatunki występujące na Nowej Kaledonii.
Wykaz gatunków
- Clinosperma bracteale (Brongn.) Becc.
- Clinosperma lanuginosa (H.E.Moore) Pintaud & W.J.Baker
- Clinosperma macrocarpa (H.E.Moore) Pintaud & W.J.Baker
- Clinosperma vaginata (Brongn.) Pintaud & W.J.Baker